# CBN Belo Horizonte
CBN Belo Horizonte é uma emissora de rádio brasileira concessionada em Caeté, porém sediada em Belo Horizonte, respectivamente cidade e capital do estado de Minas Gerais. Opera no dial FM 106,1 MHz, e é uma emissora própria da CBN. Pertence ao Sistema Globo de Rádio, subsidiária do Grupo Globo que também opera a sua co-irmã BH FM. Seus estúdios estão localizados no Edifício Estocolmo, no bairro Estoril, e seus transmissores estão na Serra do Curral, no bairro Belvedere. A emissora conta também com uma estação complementar no Morro do Serrote, em Caeté.

## História
A emissora surgiu em 1974 como Rádio Tiradentes, através da frequência AM 1150, com programação eclética. Nos anos 1980, foi renomeada para Rádio Globo Belo Horizonte, padronizando com outras emissoras do grupo. Em 1993, passou a retransmitir a Central Brasileira de Notícias e se tornou CBN Belo Horizonte. Em 1996, passou a operar também em FM, nos 106,1 que antes haviam abrigado a Power FM. A rádio passou a operar exclusivamente na frequência modulada a partir de 21 de abril de 2002, quando a Rádio Globo Minas passou a ocupar a frequência do AM. Em 12 de dezembro de 2016, com a extinção da filial da Rádio Globo, a emissora retornou à sua antiga frequência.
Em agosto de 2018, o Sistema Globo de Rádio comunica o desligamento de suas rádios AM, incluindo a frequência da CBN Belo Horizonte, que passariam a operar somente com suas frequências no FM.